# Empoderamento de gênero
O empoderamento de gênero é o empoderamento de pessoas de qualquer gênero . Enquanto comumente, o aspecto do mesmo é mencionado para empoderamento das mulheres, o conceito enfatiza a distinção entre sexo biológico e gênero como um papel, referindo-se também a outros gêneros marginalizados em um determinado contexto político ou social.
O empoderamento de gênero tornou-se um importante tópico de discussão relacionado ao desenvolvimento e à economia. Nações inteiras, empresas, comunidades e grupos podem se beneficiar com a implementação de programas e políticas que adotam a noção de empoderamento das mulheres.  O empoderamento é uma das principais preocupações processuais na abordagem dos direitos humanos e o desenvolvimento . A Abordagem do Desenvolvimento Humano e das Capacidades, os Objetivos de Desenvolvimento do Milênio e outras abordagens/objetivos credíveis apontam para o empoderamento e a participação como um passo necessário para que um país supere os obstáculos associados à pobreza e ao desenvolvimento. 

## Métricas
O empoderamento de gênero pode ser medido por meio da Medida de Empoderamento de Gênero, ou GEM. A GEM mostra a participação das mulheres em uma determinada nação, tanto política quanto economicamente. O Gem é calculado rastreando "a parcela de assentos no parlamento ocupado por mulheres; de legisladoras, autoridades e gerentes do sexo feminino; e de profissões femininas e trabalhadores técnicos; e a disparidade de gênero na renda auferida, refletindo a independência econômica".  Em seguida, classifica os países com base nessa informação. Outras medidas que levam em conta a importância da participação e igualdade feminina incluem: o Índice de Paridade de Gênero e o Índice de Desenvolvimento de Gênero (IDG). 